# Automolis pallidipes
Automolis pallidipes är en fjärilsart som beskrevs av Aurivillius 1925. Automolis pallidipes ingår i släktet Automolis och familjen björnspinnare. Inga underarter finns listade i Catalogue of Life.